# Nicola Reynolds
Nicola Reynolds (née en 1972 à Pontypridd) est une actrice écossaise[réf. nécessaire]. 
Elle est notamment connue pour son rôle dans le film Human Traffic. À la suite de cela, elle joue divers petit rôle dans des séries ou anime des émissions radios principalement sur la BBC.

## Filmographie
- 1999 : Human Traffic